# Slobodan Jovanović
Slobodan Jovanović (srbsko Слободан Јовановић), srbski pravnik, zgodovinar, književnik, pedagog in akademik, * 3. december 1869, Novi Sad, † 12. december 1958, London.
Jovanović je bil rektor Univerze v Beogradu (1913/14 in 1920/21), predsednik Srbske kraljeve akademije (1928-1931) in (pod)predsednik Vlade Kraljevine Jugoslavije v izgnanstvu.